# Punkaharju
Punkaharju is een voormalige gemeente in het Finse landschap Etelä-Savo. De gemeente had een oppervlakte van 498 km² en telde 4166 inwoners in 2003. Sinds 2013 maakt Punkaharju deel uit van Savonlinna.